# Danièle Gaubert
Danièle Gaubert, pseudonimo di Danièle Louise Regina Gaubert (Nuars, 9 agosto 1943 – Marsiglia, 3 novembre 1987), è stata un'attrice francese.

## Biografia
Nata a Nuars il 9 agosto 1943, Danièle Gaubert venne scoperta a sedici anni da Claude Autant-Lara, il quale la scelse per farla recitare nel film Il risveglio dell'istinto. Dopo essere apparsa sulla copertina di diverse riviste, il produttore Raoul Lévy la assume con un contratto di tre anni con l'intenzione lanciarla come una nuova Brigitte Bardot. In quegli anni recitò in Gioventù nuda di Marcel Carné, Le pavé de Paris di Henri Decoin, I celebri amori di Enrico IV di Claude Autant-Lara e in Il re di Roma - Aquila imperiale di Claude Boissol.
Sebbene molti dei suoi film siano stati ben accolti dalla critica, non hanno però ottenuto il successo previsto così Danièle Gaubert decise di tentare la fortuna all'estero. Nel 1962 recitò nel film Una storia milanese di Eriprando Visconti. Trattando apertamente il tema dell'aborto, il film ha ricevuto un'accoglienza mista al Festival di Venezia. Ha poi realizzato in diversi film in Germania come Der Zigeunerbaron (1962), Nude per amare (1963) e Begegnung in Salzburg (1964).
Nel 1963 sposò Radhamés Trujillo Martínez, figlio dell'ex dittatore della Repubblica Dominicana Rafael Leónidas Trujillo. La coppia ha avuto due figli, Maria Danielle, nata il 27 gennaio 1965, e Leonidas Rhadames nel 1966, ma divorziarono nel 1968.
Dopo una pausa di qualche anno è tornata a recitare nel 1967 nel film Un ragazzo e una ragazza di Pierre Granier-Deferre.
Durante le riprese del film Grande slalom per una rapina, conobbe il campione di sci Jean-Claude Killy, che sposò nel 1972 e dal quale ebbe una figlia, Emilie. Killy adottò anche i due figli nati dal primo matrimonio della donna. In seguito al matrimonio con Killy, Danièle Gaubert abbandonò la carriera cinematografica.
Danièle Gaubert è morta di cancro a Marsiglia il 3 novembre 1987; è stata sepolta a Curvalle, nel dipartimento del Tarn.

## Filmografia
- Il risveglio dell'istinto (Les régates de San Francisco), regia di Claude Autant-Lara (1960)
- Gioventù nuda (Terrain vague), regia di Marcel Carné (1960)
- Le pavé de Paris, regia di Henri Decoin (1961)
- I celebri amori di Enrico IV (Vive Henri IV... vive l'amour!), regia di Claude Autant-Lara (1961)
- Il re di Roma - Aquila imperiale (Napoléon II, l'aiglon), regia di Claude Boissol (1961)
- Una storia milanese, regia di Eriprando Visconti (1962)
- Der Zigeunerbaron, regia di Kurt Wilhelm (1962)
- Nude per amare (Das große Liebesspiel), regia di Alfred Weidenmann (1963)
- Begegnung in Salzburg, regia di Max Friedmann (1964)
- I tre da Ashiya (Flight from Ashiya), regia di Michael Anderson (1964)
- Un ragazzo e una ragazza (Le grand dadais), regia di Pierre Granier-Deferre (1967)
- La gatta dagli artigli d'oro (La louve solitaire), regia di Edouard Logereau (1968)
- Paris n'existe pas, regia di Robert Benayoun (1969)
- Camille 2000, regia di Radley Metzger (1969)
- Come, quando, perché, regia di Antonio Pietrangeli (1969)
- I clandestini delle tenebre (Underground), regia di Arthur H. Nadel (1970)
- Grande slalom per una rapina (Snow Job), regia di George Englund (1972)